# 天谷大輔
天谷 大輔（あまや だいすけ、1977年4月29日 - ）、ハンドルネーム開発室Pixel（かいはつしつピクセル）は日本のインディーゲーム開発者。様々なリメイク版が出た開発作『洞窟物語』で最も有名である。

## ゲーム
彼の最も人気のある作品、洞窟物語は、完全に自分一人で作り、2004年に発表したフリーウェアのPC用プラットフォームゲームである。このゲームは批評家から広く称賛され、2006年7月にSuper PLAYの史上最高のフリーウェアゲーム50のリストのトップに登場した。
天谷の他の作品には、彼が1999年にリリースしたゲーム『いかちゃん』や、他の多くの目立たないゲームが含まれる。彼の現在のプロジェクトが、もしあれば、不明である。ケロブラスターに取り組む前、彼は『Rockfish』という題名のゲームに取り組んでいた。これは2012年のいずれかの時点で完成する予定だった。プロジェクトは無期限で中断し、キャンセルされた可能性がある。天谷は、ニクラス・ニグレンのNightSkyのストーリーコンセプトで知られている。2014年5月、天谷は横スクロール型のプラットフォームシューティングゲームケロブラスターをリリースした。このゲームは、洞窟物語のリリース以来、天谷の最初の主要作品だった。2015年10月に天谷はケロブラスターを更新し、ケロブラスター残業モードという名前で、新しいストーリー、レベル、全体的な大きな障害を搭載した。

## オーディオソフトウェア
天谷は、さまざまなオーディオおよび音楽作曲ソフトウェアを作成した。彼の作曲ソフトウェアはすべて、ピアノロール編集インターフェイスを使用している。
オルガーニャ (Org Maker)は、洞窟物語で使用された軽量の.org形式の音楽を作成するために使用されたソフトウェアである。
彼は、OrgMakerの後継であるフリーウェアオーディオ編集ソフト集ピストンコラージュを継続的に開発している。ユーザーは、ピストンコラージュを使用して独自のオーディオサンプルを作成し、音楽を作成できる。

## 作品
- いかちゃん（1999）
  - イカちゃん（3DS版、2013）
- あざらし（2001）
  - あざらし（iOS版、2012）
- めがね（2003）
- 洞窟物語（2004）
  - 洞窟物語+（2011）
  - 洞窟物語3D（2011）
- ガスト（2007）
- NightSky（2011）-ストーリー
- ピンクアワー（2014）
- ケロブラスター（2014）
- ピンクヘブン（2015）